# Скелетон на зимних Олимпийских играх 2022
Соревнования по скелетону на зимних Олимпийских играх 2022 года в Пекине прошли с 10 по 12 февраля в санно-бобслейном центре Сяохайто, расположенном в районе Яньцин.
В рамках соревнований было разыграно два комплекта наград.

## Медали

### Медалисты
| Дисциплина | Золото                     | Серебро                    | Бронза                  |
| Мужчины    | Кристофер Гротхер Германия | Аксель Юнг Германия        | Ян Вэньян Китай         |
| Женщины    | Ханна Найзе Германия       | Жаклин Нарракотт Австралия | Кимберли Бос Нидерланды |

### Общий зачёт
Жирным шрифтом выделено самое большое количество медалей в своей категории
| Общее количество медалей |            |        |         |        |       |
| Место                    | Страна     | Золото | Серебро | Бронза | Всего |
| 1                        | Германия   | 2      | 1       | 0      | 3     |
| 2                        | Австралия  | 0      | 1       | 0      | 1     |
| 3                        | Китай      | 0      | 0       | 1      | 1     |
| 3                        | Нидерланды | 0      | 0       | 1      | 1     |
| Всего                    | Всего      | 2      | 2       | 2      | 6     |

## Место проведения соревнований
| Санно-бобслейный центр Сяохайто |
| ------------------------------- |
|                                 |
| Вместимость: 5000               |

## Квалификация
По итогам квалификационных соревнований олимпийские лицензии получат 50 спортсменов (25 мужчин и 25 женщин), при этом максимальная квота для одного олимпийского комитета составит 6 спортсменов (3 мужчины и 3 женщины).

## Расписание
Время местное (UTC+8)
| День   | Дата                | Старт         | Соревнование               |
| ------ | ------------------- | ------------- | -------------------------- |
| День 7 | Четверг, 10 февраля | 09:30 — 12:25 | Заезды 1-й и 2-й (мужчины) |
| День 8 | Пятница, 11 февраля | 9:30 — 11:55  | Заезды 1-й и 2-й (женщины) |
| День 8 | Пятница, 11 февраля | 20:20 — 22:10 | Заезды 3-й и 4-й (мужчины) |
| День 9 | Суббота, 12 февраля | 20:20 — 22:25 | Заезды 3-й и 4-й (женщины) |